# Теловата Марія Теодозіївна
Теловата (Левочко) Марія Теодозіївна (народилася 1 січня 1959 смт Куш'я Ігринського району, Удмуртія (Росія)).

## Освіта, наукові ступені і вчені звання
У 1982 — закінчила Львівський сільськогосподарський інститут Спеціальність за дипломом — «Економіка і організація сільського господарства» має кваліфікацію — економіст-організатор
У 1997 — закінчила Харківський інженерно-економічний інститут одержала другу вищу освіту за спеціальністю «Облік і аудит» має кваліфікацію — бухгалтер.
У 2004 — захистила дисертацію за темою: «Професійна підготовка молодших спеціалістів з бухгалтерського обліку у ВНЗ I–II рівнів акредитації» на здобуття наукового ступеня кандидата педагогічних наук за спеціальністю 13.00.04
У 2007 - присвоєно Вчене звання -  доцент кафедри обліку та аудиту.
У 2010 — захистила дисертацію за темою: «Наступність у професійній підготовці майбутніх фахівців економічної галузі в системі коледж-університет» на здобуття наукового ступеня доктора педагогічних наук за спеціальністю 13.00.04
У 2012 - присвоєно Вчене звання - професор кафедри бухгалтерського обліку. 
У 2019 - присвоєно Почесне звання "Заслужений працівник освіти України".
У 2019 - професор Європейського інституту безперервної освіти Словаччини.
У 2020 - сертифікований експерт НАЗЯВО
У 2021 - Почесний професор Європейського інституту безперервної освіти Словаччини.

Наукові дослідження пов'язані з теоретичним, практичним і методологічним  підходам розвитку бухгалтерського обліку, вдосконалення системи вищої економічної освіти, що відповідає основним стандартам Європейської вищої школи та системі наступності у професійній підготовці майбутніх фвхівців у ЗВО.
Автор понад 200 наукових праць.

## Кар'єра
У 1982-1983 — працювала на посаді інженера-економіста
У 1984-1986 - старший економіст
У 1987-1988 - начальник планового бюро
У 1989 -1991 - начальник відділу
З 2000–2001 — старший викладач, промислово-економічного коледжу Київського міжнародного університету цивільної авіації;
З 2001–2006 — завідувачка відділення бухгалтерського обліку промислово-економічного коледжу Національного авіаційного університету
З 2007 — за сумісництвом професор кафедри педагогіки та психології професійної освіти Національного авіаційного університету
З 2006 - 2009 -доцент кафедри "Обліку та аудиту"  Національної академії статистики, обліку та аудиту (НАСОА)
З 2010 -2012 - професор  кафедри "Бухгалтерського обліку" Національної академії статистики, обліку та аудиту
З 2013 по теперішній час - завідувач кафедри "Обліку та оподаткування" Національної академії статистики, обліку та аудиту

## Відзнаки
- 2002 — Почесна грамота Міністерства освіти і науки України;
- 2004 — Почесна грамота Київського міського голови;
- 2004 — знак Пошани;
- 2007 — Грамота Солом'янської районної державної адміністрації.
- 2010 - Грамота Державної служби статистики України
- 2018 - Почесна грамота Національної академії наук України
- 2019 - Почесна грамота Національної академії педагогічних наук України
- 2019 - Почесна грамота Національної академії наук України
- 2019 - Нагрудний знак "Заслужений працівник освіти України"
- 2021 - Медаль "Honorary professor EIDV" Словаччини

## Основні опубліковані праці
1. Левочко М. Т. Професійна підготовка майбутніх фахівців економічної галузі: теорія, методика, організація: [монографія] /М. Т. Левочко.-К.: Вид-во ДП «Інформаційно — аналітичне агентство», 2009. — 495с. (рецензії: М. Б. Євтуха /Вища школа. Науково-практичне видання. — 2009. — № 8 — С.94-95;Л. В. Чижевської /Нові технології навчання: Зб. наук. праць. Духовно-моральне виховання і професіоналізм особистості в сучасних умовах//Спец. випуск № 58.Частина 2. — Київ-Вінниця,2009. — С.304-306).
2. Левочко М. Т. Бухгалтерський облік: [навчальний посібник для студентів вищих навчальних закладів спеціальності «Облік і аудит»] / [Укл. М. Т. Левочко].- К.: Вид-во ДП «Інформаційно — аналітичне агентство», 2008.- 327с.
3. Левочко М. Т. Вступ до спеціальності облік і аудит: [ навчальний посібник для студентів вищих навчальних закладів з напряму підготовки «Облік і аудит»] / [Укл. М. Т. Левочко]. -К.: Вид-во ДП «Інформаційно — аналітичне агентство», 2009. — 295с.
4. Левочко М. Т. Бухгалтерський облік: [навчальний посібник для студентів вищих навчальних закладів] / [За ред. М. Д. Корінька] / [М. Т. Левочко]. ДАСОА Держкомстат України. — К.: ДП «Інформаційно — аналітичне агентство», 2009. — 459с.
5. Теловата М. Т. Облік, контроль та аналіз: Словник-довідник. Навч. посіб. /За ред. .В. П. Пантелеєва [М. Т. Теловата].- К: Бізнес Медіа Консалтинг, 2011.-368 с.